# Edgar da Escócia
Edgar (Gaélico escocês: Étgar mac Maíl Choluim; c. 1074 – 8 de janeiro de 1107), também conhecido como Edgar, o Valoroso, foi o Rei da Escócia. Era o quarto filho do rei Malcolm III e de Margarida de Wessex, porém o primeiro a ser considerado elegível ao trono após a morte do pai.